# Distretto di Boldumsaz
Il distretto di Boldumsaz è un distretto del Turkmenistan situato nella provincia di Daşoguz. Ha per capoluogo la città di Boldumsaz.